# Holland Baroque
Holland Baroque is een Nederlands barokorkest, opgericht in 2006 (toen onder de naam Holland Baroque Society) en gevestigd in Utrecht. Het orkest werkt samen met vele solisten, componisten, koren en theatermakers.

## Musici
De oprichters, klaveciniste Tineke Steenbrink en violiste Judith Steenbrink zijn als artistiek team de kern van het ensemble.
Daniël Lohues, Wu Wei, Reinbert de Leeuw, Giovanni Sollima, London Community Gospel Choir,  Lars Ulrik Mortensen, Hidemi Suzuki, Amandine Beyer, Nederlands Kamerkoor, Cappella Amsterdam, Radialsystem, Orkater, Marco Amsbrosini, Dorothee Mields, Aisslinn Nosky, Toshio Hosokawa, Nico Muhly, Leszek Możdżer, Eric Vloeimans, Jeanine De Bique, dirigent Gary Cooper en vele anderen deelden eerder het podium met Holland Baroque en/of maakten opnamen met het orkest.

## Samama Fellowship
Jonge barokmusici krijgen via het trainee-programma van Holland Baroque de kans ervaring op te doen in een barokorkest. Ze zijn onderdeel van het orkest gedurende enkele projecten en krijgen coaching van Holland Baroque-musici. Beschermheer van het Fellowship is Leo Samama, die van 2008 tot 2018 bestuursvoorzitter was van Holland Baroque.

## Prijzen
Het ensemble won in 2017 samen met Eric Vloeimans de Edison Klassiek Publieksprijs voor hun gezamenlijke album Carrousel, uitgebracht door het label Channel Classics Records. Het ensemble won de Klassieke Muziekprijs 2008 in de categorie Nieuwe Generatie Musici. Ook won het de Kersjesprijs (ook wel Kersjes van de Groenekanprijs) 2008.

## Discografie
| Titel                                           | Jaar | Samenwerking                                       | Label                    | Opmerking                                                                        |
| ----------------------------------------------- | ---- | -------------------------------------------------- | ------------------------ | -------------------------------------------------------------------------------- |
| Missa Sancti Georgii                            | 2023 | Wishful Singing, Capella Amsterdam, Daniel Reuss   | Lust Ende Jubel B.V.     | Muziek geschreven door Herman Finkers                                            |
| Bachs Königin                                   | 2023 |                                                    | Pentatone                | Johann Sebastian Bach                                                            |
| Minne                                           | 2022 | Bastarda Trio                                      | Pentatone                |                                                                                  |
| Brabant 1653                                    | 2021 |                                                    | Pentatone                |                                                                                  |
| Polonoise                                       | 2021 | Aisslinn Nosky                                     | Pentatone                | Georg Philipp Telemann                                                           |
| Silk Baroque                                    | 2019 | Wu Wei                                             | Pentatone                |                                                                                  |
| Earth Particles                                 | 2017 | Leszek Możdżer                                     | Outside Music            |                                                                                  |
| Carrousel                                       | 2017 | Eric Vloeimans                                     | Channel Classics Records | Edison Klassiek 2017                                                             |
| De Matthäus Missie van Reinbert de Leeuw        | 2016 | Reinbert de Leeuw, Nederlands Kamerkoor en anderen | Interakt                 | Dvd/cd-box: documentaire (filmmaker Cherry Duyns) en concertregistratie          |
| Confessions                                     | 2016 | Nico Muhly, Teitur                                 | Nonesuch Records         |                                                                                  |
| De Pindakaasprins                               | 2016 | Orkater, Oorkaan                                   | Channel Classics Records | Luister-cd                                                                       |
| Sounds and Clouds                               | 2015 | Jeremias Schwarzer                                 | Channel Classics Records | Antonio Vivaldi - Blokfluitconcerten, Toshio Hosokawa - Singing Garden in Venice |
| Old, New & Blue                                 | 2013 | Eric Vloeimans                                     | Channel Classics Records |                                                                                  |
| Vivaldi - La cetra - 12 Violin Concertos Opus 9 | 2012 | Rachel Podger                                      | Channel Classics Records |                                                                                  |
| Barbaric Beauty                                 | 2011 | Miloš Valent, Jan Rokyta                           | Channel Classics Records | Georg Philipp Telemann (1681-1767) & 18th c. Dance Manuscripts                   |
| Holland Baroque Society meets Alexis Kossenko   | 2010 | Alexis Kossenko                                    | Channel Classics Records | Georg Philipp Telemann (1681-1767) - Ouverture & Concerti                        |
| Holland Baroque Society meets Matthew Halls     | 2008 | Matthew Halls                                      | Channel Classics Records | Georg Muffat: Concertos I-VII                                                    |